# Tour della nazionale maschile di rugby a 15 dell'Argentina 2009
Tra il 2008 e  il 2011 l'Argentina, affidata a Sebastian Phelan, ha programmato una serie di minitour in preparazione alla Coppa del Mondo di rugby 2011 in Nuova Zelanda. Alcuni di essi sono stati dedicati alla "Nazionale "A" selezione nota anche come "Jaguars"
Nel 2009, ad esempio le due nazionali si sono recate in tour in Europa.

## La nazionale maggiore
| Londra 14 novembre 2009 | Inghilterra | 16 – 9 | Argentina | Twichenham |

| Cardiff 21 novembre 2009 | Galles | 33 – 16 | Argentina | Millennium Stadium |

| Edimburgo 28 novembre 2009 | Scozia | 6 – 9 | Argentina | Murrayfield |

## La squadra "A"
| Tbilisi 14 novembre 2009 | Georgia | 24 – 22 | Argentina A |  |

| Lisbona 21 novembre 2009 | Portogallo | 13 – 24 | Argentina A | Stadio Universitario |

| Dublino 21 novembre 2009 | Irlanda A | 31 – 0 | Argentina A |  |